# Gustavo Romero Tercero
Gustavo Romero Tercero, conocido como “El Asesino de Valdepeñas”, es un asesino y agresor sexual en serie español.

## Biografía
Nació en el año 1971 en Valdepeñas, está divorciado y tiene dos hijas de ese matrimonio. Actualmente está encarcelado cumpliendo una condena de 103 años por los crímenes de los que fue encontrado culpable gracias a la denuncia de su exmujer.

## El crimen de los novios
Los hechos que se describen a continuación pertenecen al propio relato de Gustavo Romero Tercero durante su juicio:
En la noche del 18 de junio de 1993, Gustavo Romero Tercero abordó a Ángel Ibáñez y Sara Dotor, cuando estos se disponían a marcharse del Parque de Valdepeñas, donde antes había estado merodeando a su alrededor y esgrimiendo una navaja con la intención expresa de robarles, los obligó a dirigirse a una zona próxima a la vía férrea Madrid-Cádiz, que bordea el Parque. Una vez en la zona, solitaria y poco iluminada, exigió a Ángel y Sara que le dieran el dinero que tuvieran, mientras apoyó la navaja en el cuello de Ángel, quien le dio su cartera confiando en que así terminaría el incidente.
Gustavo Romero Tercero se sintió descubierto en su identidad al decirle Sara que lo conocía, por ser el sobrino de la jefa de su hermano, bien porque no quería dejar testigos de la sustracción, bien porque ya había proyectado con anterioridad la agresión sexual, comenzó de repente a apuñalar a Ángel con gran violencia en el tórax y en el brazo izquierdo, mientras éste intentaba defenderse. Tras las primeras puñaladas, Ángel trató de huir mientras el procesado continuaba asestándole navajazos, incluso cuando ya se encontraba inerte en el suelo.
Entretanto Sara, quien no podía hacer nada para evitar la agresión a su novio, trató de huir a lo largo de la valla que delimita la vía férrea, corriendo en dirección a la estación. El procesado salió corriendo tras ella, alcanzándola cuando había recorrido unos 87 metros y le propinó una cuchillada en la parte posterior del cuello que le produjo la inmediata caída de bruces. El procesado dio la vuelta a Sara, colocándola boca arriba, sobre el ligero talud que forma la plataforma de la vía con su borde exterior y, tras despojarla de sus ropas, realizó diversos tocamientos y abusos que provocaron varias heridas y contusiones en el cuerpo de la joven, que estaba inmovilizada y aterrorizada en el suelo. Tras la agresión, descargó en el tórax de la joven una rápida sucesión de puñaladas que le provocaron la muerte.
Posteriormente, Gustavo Romero Tercero se llevó parte de las ropas de Sara, las que arrojó al río Jabalón, sin que se hayan podido recuperar. Camino de su domicilio, se deshizo de la navaja arrojándola a una noria existente en una huerta, situada a unos cien metros del que entonces era su domicilio.
Se marchó de su casa el día 23 de junio de 1993, con destino a Las Palmas de Gran Canaria. El sumario fue reabierto el 8 de agosto de 2003 por las declaraciones prestadas por la entonces esposa del procesado, que fue detenido el día 9 de octubre de 2003.
La audiencia condenó a Romero Tercero a 30 años de reclusión mayor, por cada uno de los delitos de asesinato, así como a 12 más por agresión sexual y otros cuatro años, dos meses y un día de prisión menor por robo.
El Tribunal absolvió al acusado de un delito de violación, que le imputaban las acusaciones particulares y le impuso la prohibición por un tiempo de 10 años de volver a la localidad de Valdepeñas, además de condenarle a indemnizar a los familiares de las víctimas con 900.000 euros. El delito de robo había prescrito.

## Rosana Maroto Quintana
Tras ser detenido por “el crimen de los novios”, Gustavo Romero Tercero se declara autor del crimen perpetrado contra Rosana Maroto Quintana. Romero afirmó que, tras cumplir la primera parte de su jornada de trabajo como cocinero para el personal de un club de alterne situado en la N-IV, pasadas las 16:30 horas del 25 de junio de 1998, como hacía en muchas ocasiones salió a conducir por los caminos cercanos, ya que evitaba hacerlo por carreteras al no tener el carné.
Según declaró, cuando iba a velocidad muy alta adelantó a la joven, que se dirigía a la zona de El Peral, en Valdepeñas, en bicicleta, cayendo esta al suelo. Él se paró para comprobar qué había pasado, pensando que la chica estaba muerta, dado que no respondía a sus acciones para reanimarla. Explicó que ante el miedo que tenía de que a partir de lo sucedido, si decía lo que había pasado, se descubrieran los crímenes de los novios, decidió tirar el cuerpo a un pozo cercano.
En principio, se dirigió a un pozo situado en la finca "Casa Rabadán", pero al ver que había vehículos y animales, sólo tiro la bicicleta de Rosana. A continuación, se encaminó a la finca "Casa Torres", abriendo el maletero, donde había depositado el cuerpo, quitándole una zapatilla e intentando sacarle el pantalón corto que llevaba, comprobando que la chica reaccionaba y preguntaba qué estaba pasando y qué es lo que había ocurrido. A continuación la llevó a la casa, donde según agregó, se desató una discusión entre ambos, ya que la joven quería que le devolviera la bicicleta, mientras Romero le ofreció llevarla a Valdepeñas en su coche y entregarle su propia bicicleta, lo que Rosana no aceptaba de ninguna manera.
Romero agregó que pasados unos minutos, volvieron las discusiones por el tema de la vuelta a Valdepeñas y en ese momento, con el recuerdo de las muertes de los dos novios en la cabeza, decidió matarla, por lo que la agarró primero con la mano izquierda del cuello y luego con la derecha, hasta estrangularla mientras la ponía en 4 patas.
El asesino reconoció que Rosana se defendió durante unos instantes y que cuando vio que ya no le golpeaba con las manos y los pies, la dejó caer. Luego regresó al coche, cogió el cordón de la zapatilla y lo anudó al cuello de la mujer, para cerciorarse de que quedaba sin vida antes de abandonar el cadáver en el pozo.
El Tribunal le sentenció a 25 años de prisión mayor por asesinato con los agravantes de alevosía y ensañamiento y a 12 años de prisión mayor por agresión sexual. La sentencia prohíbe a Romero regresar a Valdepeñas y comunicarse con los familiares de la víctima durante cinco años, medida cuyo cumplimiento comienza cuando el condenado obtenga su primer permiso penitenciario, libertad condicional o liberación definitiva. También le condenó a indemnizar a la familia con más de 360.000 euros, mientras que el Tribunal le absolvió de un delito de detención ilegal como le imputó la acusación particular. A preguntas de la acusación particular, Romero dijo que matar a Rosana "no fue fácil, sobre todo por las dificultades morales".